# Kierre Beckles
Pour les articles homonymes, voir Beckles.
Kierre Beckles (née le 21 mai 1990) est une athlète barbadienne, spécialiste du 100 mètres haies.

## Biographie

### Palmarès
| Date | Compétition                              | Lieu         | Résultat | Temps   |
| ---- | ---------------------------------------- | ------------ | -------- | ------- |
| 2018 | Jeux d'Amérique centrale et des Caraïbes | Barranquilla | 8e       | 13 s 48 |

### Records
| Épreuve     | Performance | Lieu  | Date         |
| ----------- | ----------- | ----- | ------------ |
| 100 m haies | 12 s 88     | Pékin | 27 août 2015 |